# 베른하르트 (상리스)
베른하르트(Bernhard de Senlis, 880년경 ~ 945년 이후)는 프랑크 왕국의 귀족으로 상리스의 백작이며, 노르망디공작 리샤르 1세의 후견인이다. 모계를 통해 카롤링거 왕조의 후손이 된다. 일설에는 피핀 2세의 후손이라는 설도 있다.
카롤루스 대제의 차남 피피노 카를로만의 손자 베르망두아와 상리스 백작 피핀 2세의 후손으로, 관계는 정확하지 않다. 베르망두아와 상리스 백작 피핀 2세의 딸 군닐데(Gunilde)와 그의 첫 남편 상리스의 귀도(Guido di Senlis)의 아들이라 한다. 군닐데(Gunilde)는 귀도 사후 베이유의 베렝가리오와 재혼하였다. 다른 설에는 피핀 2세의 아들로 발루아와 상리스백작 피핀 3세의 아들 피핀의 아들이라는 설도 있다. 이 설을 따른다면 베른하르트는 피핀 2세의 증손자가 된다.
베른하르트의 어린시절에 대한 정보는 알려진 것이 없다. 프랑스의 역사가 플로도하르트에 의하면 그는 923년 그의 친척 베르망두아백작 헤르베르트 2세의 샤를 3세 생쁠 체포, 감금의 공번이라고 한다. 그는 샤를 3세 생쁠를 회의에 초대한다고 하여 초청했다가 투옥, 감금시키고 샤토 티에리에 가두었다가, 924년 페로네 성으로 옮겼다.
베른하르트는 Gesta Normannorum에 의하면 두도네의 생 캉탱 수도원의 교사의 한 사람으로서 노르망디공작 윌리엄 1세 롱스워드의 아들 리샤르 1세를 가르쳤다 한다. 또한 윌리엄 1세 롱스워드의 사후 리샤르를 가르치던 또다른 교사 센타빌레의 오스무드(Osmund de Centeville)와 함께 942년 무렵 리샤르의 후견인이 되어주었다 한다. 942년 서프랑크 왕국의 루이 4세에 의해 랑의 감옥에 투옥되었다. 945년에는 블루아의 테오발트 1세와 함께 루이 4세를 체포하여 위그 르 그랑에게 넘기기도 했다.
945년에는 위그 르 그랑과 협상을 했는데, 이때 덴마크의 바이킹을 은밀히 개입하게 했다. 같은 해 노르만 바이킹 및 덴마크 바이킹과 동맹을 체결하고, 루이 4세와 위그 르 그랑 간의 갈등을 이용, 노르망디의 자치권을 시도하였다. 루이 4세는 바닷가를 통해 군사를 보냈지만, 모두 패주시켰다. 연대기 작가 플뢰히-슈흐-르와흐의 위그에 의하면, 베른하르트는 같은 해 랭스의 베른하르트와 함께 루이 4세를 속여 그가 덴마크의 왕 아리롤도에게 체포당하도록 유도했으나 실패했다고 한다. 945년 이후의 행적은 기록에 전하지 않는다. 정확한 사망일자는 전하지 않는다.

## 참고 자료
- René Poupardin, Ludovico il Pio, in «Storia del mondo medievale», vol. II, 1979, pp. 558–582
- René Poupardin, I regni carolingi (840-918), in «Storia del mondo medievale», vol. II, 1979, pp. 583–635